# Asociación para la Enseñanza del Español como Lengua Extranjera
Die Asociación para la Enseñanza del Español como Lengua Extranjera, abgekürzt ASELE, ist ein am 30. Januar 1987 in Madrid von Fachleuten gegründeter Verband zur Förderung der spanischen Sprache für Nicht-Muttersprachler. Übersetzt lautet die Bezeichnung „Verband für den Unterricht von Spanisch als Fremdsprache“. ASELE ist der größte, international wirkende Verband für Spanisch-Sprachlehrer auf dem Gebiet des Unterrichts „Spanisch für Ausländer“.
Gründungsmitglieder waren D. Rafael Fente Gómez, Dª Emma Martinell Gifre, D. Tomás Jiménez Juliá, Dª María Victoria Romero Gualda, D. José Polo Polo, D. Pedro Peira Soberón, D. Aquilino Sánchez Pérez, D. Jesús Sánchez Lobato, D. José Jesús de Bustos Tovar, D. Lidio Nieto Jiménez, D. José Siles Artés und Dª María Antonia Martín Zorraquino.
Die Verbandsstatuten wurden am 22. April 1987 vom spanischen Innenministerium,  Ministerio del Interior in das nationale Vereinsregister eingetragen, Registro de Asociaciones mit der Número Nacional 72.142 bzw. für die Provinz Madrid, Número Provincial (Madrid) 7.903.
In der außerordentlichen Hauptversammlung vom 11. Oktober 1991 in Málaga wurde eine Änderung der Statuten beschlossen, die dann vom Innenministerium vom 31. März 1992 gebilligt werden.
In einer weiteren außerordentlichen Hauptversammlung vom 18. November 2006 in Madrid wurde eine erneute Satzungsänderung beschlossen. Sie wurde vom Innenministerium am 25. September 2007 zugelassen.
In Granada fand 1989 die erste Konferenz über pädagogische Fragen zum spanischen Fremdsprachenunterricht statt, „Primeras Jornadas pedagógicas de enseñanza del español como lengua extranjera“. Der folgende Kongress fand ein Jahr später in Madrid statt. Seitdem werden jährliche Treffen abgehalten, die Konferenzergebnisse sind fast vollständig über das Internet zugänglich.
An den jährlichen Kongressen, die in verschiedenen spanischen Städten abgehalten werden, nehmen Sprachlehrer aus der ganzen Welt teil.
Die jetzige Verbandspräsidentin ist die Sprach- und Literaturwissenschaftlerin und als Hochschullehrerin tätige Frau Susana Pastor Cesteros, von der Universidad de Alicante, der Vizepräsident ist ebenfalls Hochschullehrer für Spanisch Javier de Santiago Guervós, von der Universidad de Salamanca (Stand 2016). Da die ASELE den Status eines eingetragenen Vereins besitzt, steht sie allen fachlich interessierten Personen offen. Spezielle Anforderungen oder ein akademischer- oder Arbeitsauftrag sind nicht vonnöten.

## Die Kongresse seit der Gründung im Jahre 1989 bis zum Jahre 2015
- Primer Congreso Nacional de ASELE – Granada (1989) Primeras Jornadas pedagógicas de enseñanza del español como lengua extranjera
- II Congreso Nacional de ASELE – Madrid (1990) Español para extranjeros: Didáctica e investigación
- III Congreso Nacional de ASELE – Málaga (1991) El español como lengua extranjera: De la teoría al aula
- IV Congreso Nacional de ASELE – Madrid (1993) Problemas y métodos en la enseñanza del español como lengua extranjera
- V Congreso Nacional de ASELE – Santander (1994) Tendencias actuales en la enseñanza del español como lengua extranjera I
- VI Congreso Nacional de ASELE – León (1995) Tendencias actuales en la enseñanza del español como lengua extranjera II
- VII Congreso Nacional de ASELE – Almagro (1996) Lengua y cultura en la enseñanza del español a extranjeros
- VIII Congreso Nacional de ASELE – Alcalá de Henares (1997) La enseñanza del español como lengua extranjera: del pasado al futuro
- IX Congreso Internacional de ASELE – Santiago de Compostela (1998) Español como lengua extranjera: enfoque comunicativo y gramática
- X Congreso Internacional de ASELE – Cádiz (1999) Nuevas perspectivas en la enseñanza del español como lengua extranjera
- XI Congreso Internacional de ASELE – Zaragoza (2000) ¿Qué español enseñar? Norma y variación lingüística en la enseñanza del español como lengua extranjera
- XII Congreso Internacional de ASELE – Valencia (2001) Tecnologías de la información y de las comunicaciones en la enseñanza del español como lengua extranjera
- XIII Congreso Internacional de ASELE – Murcia (2002) El español, lengua del mestizaje y la interculturalidad
- XIV Congreso Internacional de ASELE – Burgos (2003) Medios de comunicación y enseñanza del español como lengua extranjera
- XV Congreso Internacional de ASELE – Sevilla (2004) La gramática y los diccionarios en la enseñanza del español como segunda lengua: Deseo y realidad
- XVI Congreso Internacional de ASELE – Oviedo (2005) La competencia pragmática y la enseñanza del español como lengua extranjera
- XVII Congreso Internacional de ASELE – Logroño (2006) Las destrezas orales en la enseñanza del español como L2-LE
- XVIII Congreso  Internacional de ASELE – Alicante (2007) La evaluación en el aprendizaje y la enseñanza del español como lengua extranjera
- XIX Congreso Internacional de ASELE – Cáceres (2008) El profesor de español LE-L2
- XX Congreso Internacional de ASELE – Comillas (2009) El español en contextos específicos: enseñanza e investigación
- XXI Congreso Internacional de ASELE – Salamanca (2010) Del texto a la lengua: la aplicación de los textos a la enseñanza-aprendizaje del español L2-LE
- XXII Congreso Internacional de ASELE – Girona (2011) Multilingüismo y enseñanza de ELE en contextos multiculturales Actas pendientes de publicación
- XXII Congreso Internacional de ASELE – Valladolid (2012) La Red y sus aplicaciones en la enseñanza-aprendizaje del español LE. Actas pendientes de publicación
- XXIV Congresso internacional de ASELE – Jaén (2013) La enseñanza del español como LE / L2 en el siglo XXI
- XXV Congresso internacional de ASELE – Getafe (2014) La enseñanza del español como LE / SL en el siglo XXI
- XXVI Congreso Internacional de ASELE  – Granada (2015) Centro de lenguas modernas. Universidad de Granada.